# Izomeria optyczna
Izomeria optyczna – rodzaj izomerii konfiguracyjnej, która polega na występowaniu związków chemicznych w dwóch postaciach wykazujących przeciwną aktywność optyczną. Pary takich izomerów nazywa się enancjomerami, a ich istnienie jest związane z cechą związków chemicznych zwaną chiralnością. Enancjomery danego związku stanowią swoje wzajemnie nienakładalne odbicia lustrzane. Czasami do izomerów optycznych zalicza się również diastereoizomery, które nie są jednak swoimi odbiciami lustrzanymi.  
Niektóre cząsteczki chemiczne, mimo że posiadają taką samą liczbę tych samych atomów powiązanych tymi samymi wiązaniami chemicznymi, różnią się między sobą drobnymi szczegółami budowy przestrzennej. Zjawisko to jest nazywane izomerią optyczną, gdyż znaczna liczba takich izomerów, mimo że strukturalnie identyczna, skręca światło spolaryzowane w przeciwnych kierunkach, a także w niektórych przypadkach tworzy enancjomorficzne kryształy (mające się do siebie tak, jak wzajemne odbicia lustrzane). W trakcie wieloletnich badań okazało się także, że takie izomery wykazują często diametralnie różną aktywność biologiczną.
Zjawisko izomerii optycznej, a ściślej występowanie dwóch form enacjomerycznych, zostało odkryte pod koniec XIX wieku przez Ludwika Pasteura, który zauważył, że sztucznie otrzymany kwas winowy, w odróżnieniu od naturalnego, krystalizuje w dwóch formach enancjomorficznych.
Oprócz enancjomerów istnieją także inne stereoizomery, które różnią się właściwościami fizycznymi i chemicznymi.